# Ar Bobl
 (mai 2025).
Si vous disposez d'ouvrages ou d'articles de référence ou si vous connaissez des sites web de qualité traitant du thème abordé ici, merci de compléter l'article en donnant les références utiles à sa vérifiabilité et en les liant à la section « Notes et références ».
Ar Bobl est un hebdomadaire d'informations générales et bilingue français-breton qui a été publié à Carhaix du 24 septembre 1904 au 2 août 1914. Son titre signifiant "Le Peuple", il a été créé pour diffuser des opinions régionalistes dans le public paysan brittophone de la région autour de Carhaix.

## Création du titre
C'est par l'association de deux jeunes gens, François Jaffrennou (1879-1955) et Alexandre Le Goaziou (1885-1922) qu'est créée une société d'imprimerie à Carhaix le 19 août 1904. Elle est dénommée Imprimerie du Peuple et est installée rue des Carmes (puis Grand-Rue, soit le 14 avenue du Général-De-Gaulle).
Le premier apporte ses connaissances du droit et de la littérature, le second ses compétences de jeune chef d'atelier dans l'imprimerie familiale de Morlaix. Un autre associé, un coiffeur de la ville, Jean-Marie Solu, est le spécialiste de la politique locale.
Alexandre Le Goaziou, devant faire son service militaire, quitte la société en novembre 1906 et revend des parts à Jaffrennou. Plus tard, il retourne à Morlaix pour succéder à son père à la direction de l' Imprimerie Le Goaziou[réf. nécessaire].

## Les années fastes
Le journal compte 4 pages se divisant plus ou moins entre les deux langues, la politique locale étant en page 3. La quatrième page regroupe les encarts publicitaires.
Au bout d'un an, l'hebdomadaire compte 600 abonnés répartis dans 100 communes et est imprimé en tout à 4 000 exemplaires pour couvrir le reste de la diffusion qui concerne une zone de 40 kilomètres autour de la ville. Le tirage peut monter à 6 000 en période électorale.
Les points de vente sont signalés par une plaque portant Ama ve gwerzet Ar Bobl (Ici est vendu Ar Bobl).
L'équipe est renforcée, d'abord par Léon Le Berre, puis Louis Le Menn et Louis Gourlet.

## Le journal dans la politique locale
Jaffrennou raconte dans ses mémoires en breton que l'arrivée de deux étrangers à la ville pour éditer un journal suscita l'étonnement et même la méfiance, bien qu'il soit originaire de Carnoët, une petite commune à 15 kilomètres.
Carhaix est une place-forte des républicains du Parti radical où le Cercle radical est un lieu de commandement politique. Bien que le journal s'affiche comme neutre dans les controverses locales, il est soupçonné d'être un organe masqué de la droite et l'utilisation du breton, pour certains Carhaisiens instruits, en est une preuve.
Poussés par les hommes politiques locaux, 6 mois après la création du journal, les journaux parisiens, L'Aurore (quotidien radical) et La Lanterne demandent, sans succès, son interdiction pour la sûreté de l'État.
Un agent d'affaire d'obédience radicale, Louis Lefranc, animateur du Cercle radical, est le fer de lance des attaques, le plus souvent judiciaires, visant à faire fermer le journal en l'épuisant financièrement.
La moindre expression pouvant être considérée comme diffamatoire est prétexte à un procès.
En 1908, le journal se trouve en mauvaise posture financière et son directeur doit faire appel à 32 actionnaires, qui demandent que la ligne politique soit précisée.
Le manifeste en 10 points qui fut rédigé est extrêmement décentralisateur en préconisant que chaque région ou province élise un Conseil local qui délèguerait au Conseil national appelé à remplacer la Chambre des Députés. D'autres propositions ont un aspect corporatiste au sens strict (création de "corps") et de protection de patrimoine (biens de famille inaliénables).
La neutralité de Jaffrennou-Taldir est devenue alors un souvenir, d'autant qu'aux élections législatives de 1906, il a soutenu, par le journal et par des tracts, un candidat républicain, Jan de Kercadio, inconnu et sans soutiens locaux, contre le sortant radical Louis Dubuisson qui ne l'emporte que de 185 voix d'écart.

## Les dernières années
Les succès d'Ar Bobl ont surtout été visibles dans le domaine de la langue bretonne. En 1911, 154 écoliers furent inscrits à un concours de traduction d'un texte français en breton.
Il est significatif que le secrétaire de rédaction des années 1909-1910 soit Louis-Napoléon Le Roux, âgé seulement de 19 ans, qui écrit dans les deux langues pour un nombre important de publications. Il est l'un des premiers à faire publier des propos ouvertement séparatistes et est l'un des fondateurs du Parti national breton en 1912. Il a aussi des liens étroits avec les nationalistes irlandais.